# Gudu
Gudu è una delle aree a governo locale (local government areas) in cui è suddiviso lo stato di Sokoto, nella Repubblica Federale della Nigeria.
Si estende su una superficie di 3.478 km² e conta una popolazione di 95.544 abitanti.